# Heanzenland
Das Heanzenland, auch Hianzenland, Hoanzenland oder – als hochsprachlicher Versuch – Heinzenland genannt, war eine Bezeichnung für Deutsch-Westungarn, das spätere Burgenland, das ein Jahrtausend lang Teil des Königreichs Ungarn war.

## Begriff
Als Heanzen (Hoanzen, Hienzen, Hinzen, Heinzen – ungarisch Hiencek) bezeichnete man die im 11. Jahrhundert aus Bayern und anderen deutschen Gebieten eingewanderten Bauern dieses Landesteiles, mit ihrem eigenen Dialekt.
Die Herkunft des Namens ist umstritten. Er wird einerseits als Spottname für eine Gruppe Deutschsprachiger infolge deren auffälliger Aussprache hianz statt des üblichen bairischen hiaz (= „jetzt“) gesehen. Anderseits auch als Herleitung vom gebräuchlichen Vornamen Heinz, oder von „Heinrichs Gefolgsleuten“ (von Herzog Heinrich II.), von den Güssinger Grafen Heinrich bzw. Henz oder von Kaiser Heinrich IV., in dessen Regierungszeit die ersten deutschen Siedler ins Land gekommen sein sollen.
Am 17. Juni 1906 erschien im Alldeutschen Tagblatt ein Artikel, in dem der Wiener Lehrer Joseph Patry unter dem Titel „Westungarn zu Deutschösterreich“ auf den zunehmenden Magyarisierungsdruck und auf die allmähliche Ausschaltung der Deutschen aus ihrer wirtschaftlich und kulturell führenden Rolle hinwies und den Anschluss Westungarns bis zur Raab an die österreichische Reichshälfte auch mit der Begründung forderte, dass dadurch die Lebensmittelversorgung Wiens gesichert werden könnte. Auch einen eigenen Namen hatte Joseph Patry schon für Deutschwestungarn, nämlich Heinzenland, eine Bezeichnung, die in den folgenden Jahren noch oft verwendet und auch von Alfred Walheim beantragt wurde, ehe sich „Vierburgenland“ und schließlich „Burgenland“ durchsetzte.
Am 22. November 1918 wurde sogar die kurzlebige Republik Heinzenland in Mattersburg ausgerufen. Der Name Heanzenland wird heute noch für das Mittel- und Südburgenland verwendet.

## Filme
- Heanznland – Vom Leben auf dem Lande. Spielfilm mit Laiendarstellern von Wolfgang Lesowsky, 1975.